# Дублинские дебоширы
«Дублинские дебоширы» (англ. Here Are the Young Men) — художественный фильм ирдандского режиссёра Оуэна Маккена. Экранизация одноимённого романа Роба Дойла. В главных ролях Дин-Чарльз Чапмен, Финн Коул, Аня Тейлор-Джой и Трэвис Фиммел.
Мировая премьера фильма состоялась 11 июля 2020 года на международном кинофестивале Galway Film Fleadh в городе Голуэй, Ирландия. В США фильм вышел в прокат 27 апреля 2021 года, а в Великобритании — 30 апреля 2021 года.

## Сюжет
Когда трое подростков закончили школу в Дублине в 2003 году, для них началось лето алкоголя и наркотиков. Мэтью скучает по своей девушке Джен, но в то же время стремится сохранить дружбу с Кирни. Рез впадает в паранойю и депрессию, разрушая отношения с Джули.
Когда трое приятелей становятся свидетилями дорожно-транспортного происшествия, в котором погибает ребёнок, это приводит к постепенному распаду троицы.

## В ролях
- Дин-Чарльз Чапмен — Мэтью Коннолли
- Финн Коул — Джозеф Кирни
- Аня Тейлор-Джой — Джен
- Фердия Уолш-Пило — Рез
- Конлет Хилл — Марк Кирни
- Трэвис Фиммел — телеведущий
- Эммет Дж. Сканлан — Энди, бездомный
- Крис Ньюман — Дуэйн Кирни
- Ральф Айнесон — мистер Ландертон
- Сьюзан Линч — Линн Коннолли
- Лола Петтикрю — Джули
- Нуми Рапас — Энджел
- Оуэн Маккен — бездомный американец

## Производство
О работе над проектом стало известно в августе 2018 года, когда к актёрскому составу фильма присоединились Дин-Чарльз Чепмен, Финн Коул, Аня Тейлор-Джой, Фердия Уолш-Пило, Конлет Хилл и Лола Петтикрю, а Оуэн Маккен был утверждён в качестве режиссёра В ноябре 2019 года к актёрскому составу фильма присоединился Трэвис Фиммел.
Съёмки начались в августе 2018 года в Ирландии.

## Релиз
Мировая премьера фильма состоялась 11 июля 2020 года на кинофестивале Galway Film Fleadh. В ноябре 2020 года компании Well Go USA Entertainment и Signature Entertainment приобрели права на распространение фильма в США, Великобритании и Ирландии.

## Прием критиков
На сайте Rotten Tomatoes фильм имеет рейтинг 45 % на основе 20 обзоров со средневзвешенным значением 5,30 / 10.